# Polycycnis grayi
Polycycnis grayi är en orkidéart som beskrevs av Dodson. Polycycnis grayi ingår i släktet Polycycnis och familjen orkidéer. Inga underarter finns listade i Catalogue of Life.